# Bernard Combes
Pour les articles homonymes, voir Combes.
Bernard Combes, né le 13 février 1960 à Tübingen, en Allemagne de l'Ouest, est un homme politique français du département de la Corrèze ancien membre du PS. Il est le maire de Tulle depuis mars 2008.

## Biographie

### Origines et études
Fils d'un militaire et d'une institutrice, Bernard Combes naît à Tübingen en Allemagne, où son père est alors en poste. Il passe une partie de son enfance et toute son adolescence en Corrèze, dans le canton de La Roche-Canillac, où résident toujours ses parents. Il commence sa carrière professionnelle comme enseignant et exerce le métier d'instituteur pendant 8 ans. Après des études universitaires en sciences de l'éducation à Limoges, il devient en 1992 conseiller principal d'éducation au lycée Edmond-Perrier à Tulle. Puis, il passe le concours de chef d'établissement et est nommé principal-adjoint du collège Clemenceau de Tulle de 2000 à 2003.

### Carrière politique
Bernard Combes s'engage en politique en 1994 au sein du Parti socialiste et aux côtés de François Hollande, qui le sollicite pour devenir son attaché parlementaire. Il est son suppléant de 2007 à 2012.
Le 17 mars 2008, il est élu maire de Tulle, succédant à François Hollande, qui accède à la présidence du Conseil général de la Corrèze.
Lors des élections cantonales de 2011, Bernard Combes se présente dans le canton de La Roche-Canillac face aux candidats de l'UMP, du PCF et d'EELV. Il obtient 42 % des voix au premier tour, puis il capte au second tour les votes des candidats de gauche non qualifiés et recueille 55 % des voix. À la suite de cette élection, il est nommé vice-président du conseil général, chargé du développement territorial, des fonds européens et des services publics.
En 2012, après l'élection de François Hollande à la présidence de la République française, Gérard Bonnet est élu président du conseil général et choisit Bernard Combes comme 1er vice-président, chargé du développement territorial, des fonds européens et de l'aide aux communes.
Par ailleurs, sa proximité avec le président de la République François Hollande le conduit à être nommé à l'Élysée en tant que conseiller technique chargé des relations avec les élus en juin 2012.
En mars 2014, la liste « Tulle, l'avenir ensemble », portée par Bernard Combes remporte les élections municipales avec 65,15% face à la liste "Notre projet c'est vous" de Raphaël Chaumeil (divers droite).
Il est le 2e vice-président de la communauté d'agglomération de Tulle (Tulle Agglo), chargé du développement économique.
En septembre 2014, il est candidat lors des élections sénatoriales, mais perd face à Claude Nougein (UMP). 
En mars 2015, il est élu conseiller départemental du canton de Tulle en tandem avec Annick Taysse.
Le 8 décembre 2016, il est désigné par les militants du Parti socialiste de la Corrèze pour être le candidat aux élections législatives de juin 2017. Il termine le premier tour en deuxième position avec 17,92 % des suffrages exprimés dans la première circonscription. Ce score le place en ballotage défavorable derrière le candidat de En Marche ! Christophe Jerretie, qui obtient 32,5 1 %. Lors du second tour, il est battu par le candidat En Marche !, obtenant 46,57 % des suffrages contre 53,43 % pour son adversaire.
Le 15 mars 2020, la liste de Bernard Combes est réélue avec 64,3 % des suffrages face à la liste de droite de Raphaël Chaumeil. Bernard Combes est réélu maire par le conseil municipal le 28 mai 2020.
Bernard Combes est réélu Conseiller départemental du Canton de Tulle, avec Annick Taysse, à l'occasion des élections départementales de 2021, à l'issue du second tour, avec 62,80 % des suffrages contre 37,20 % pour les candidats de droite. 
Il annonce, le 22 septembre 2021, sa décision de quitter le Parti Socialiste. Le maire de Tulle estime que le PS a abandonné « les idéaux de transformation sociale et l’esprit de fraternité militante ».
En juin 2022, en tant que maire de Tulle, il célèbre le mariage de son prédécesseur François Hollande, avec l'actrice Julie Gayet.